# Adreano van den Driest
Adreano van den Driest (Luanda, 9 januari 1992) is een Nederlands-Angolees voetballer die als middenvelder speelt.  
In de jeugd kwam hij uit voor Zeelandia-Middelburg, de Jeugd Voetbal Opleiding Zeeland (JVOZ) bij Cortgene en NAC Breda. Hij speelde in het seizoen 2013/14 bij FC Eindhoven. Van den Driest maakte zijn debuut op 2 augustus 2013 in de thuiswedstrijd tegen VVV-Venlo (0-0). Hij viel na 42 minuten in voor Jasper Waalkens. In 2015 speelde hij bij het onder 23 team van het Portugese Académica Coimbra. In 2016 was hij op proef bij RKC Waalwijk. In 2016 speelde hij een half jaar in Angola voor Académica Petróleos do Lobito in de Girabola. In januari 2017 ging Van den Driest op Cyprus voor ENAD Polis Chrysochous FC spelen in de B' Kategoria. In augustus 2017 ging hij naar Achilles Veen. Medio 2018 vond hij in het Roemeense ACS Dacia Unirea Brăila, dat uitkomt in de Liga 2, een nieuwe club.